# نیاگارا، نیاگارا
نیاگارا، نیاگارا (به انگلیسی: Niagara, Niagara) فیلمی محصول سال ۱۹۹۷ و به کارگردانی باب گوسه است. در این فیلم بازیگرانی همچون رابین تونی، هنری توماس، مایکل پارکس، استیون لانگ، جان وینتیمیلیا، کندی کلارک، کلیا دووال و شان هاتوسی ایفای نقش کرده‌اند.